# Langarto
El langarto es una comida típica de la localidad soriana de Ágreda, en España. Junto con el cardo rojo puede considerarse el producto más típico de la gastronomía local.

## Etimología
El nombre puede tener su origen de la palabra latina «langartus», que evolucionó a «lagarto» en español, palabra que está más cerca de nuestro plato. Efectivamente, su aspecto puede recordar al del reptil gracias a sus escamas y al borde rugoso como el del lagarto.

## Características
El langarto es una masa de pan con dos tipos de relleno, picadillo o sardinas con cierto parentesco al calzone italiano o a la empanada gallega. Dado que la masa exterior ayuda a conservar el interior, es un alimento apto para llevarlo de viaje, popular entonces entre los pastores.